# Kaława
Kaława (prononciation : [kaˈwava]) est un village polonais de la gmina de Międzyrzecz dans le powiat de Międzyrzecz de la voïvodie de Lubusz dans l'ouest de la Pologne.
Il se situe à environ 11 kilomètres au sud-ouest de Międzyrzecz (siège de la gmina et de le powiat), 45 kilomètres au sud-est de Gorzów Wielkopolski (capitale de la voïvodie) et 48 kilomètres au nord de Zielona Góra (siège de la diétine régionale).
Le village comptait approximativement une population de 377 habitants en 2007.

## Histoire
Avant 1945, ce village était sur le territoire de l'Empire allemand dans le Royaume de Prusse dans la province de Brandebourg sous le nom de Kalau. (voir Évolution territoriale de la Pologne)
De 1975 à 1998, le village appartenait administrativement à la voïvodie de Zielona Góra.

Depuis 1999, il appartient administrativement à la voïvodie de Lubusz